# Teoria de l'internet mort
La teoria de l'internet mort és una teoria de la conspiració sobre internet que afirma que la xarxa és formada principalment per robots i per contingut generat automàticament per algorismes, marginant així l'activitat humana. Els defensors de la teoria afirmen que aquests robots es creen intencionadament per manipular algorismes i augmentar els resultats a les cerques amb l'objectiu de manipular els consumidors. La data d'aquesta "mort" és generalment al voltant de 2016 o 2017.
La teoria ha guanyat força perquè gran part dels fenòmens observats es basa en fenòmens quantificables com ara l'augment del trànsit de bots. No obstant això, la idea que es tracta d'una operació psicològica coordinada ha estat descrita per Kaitlin Tiffany, de The Atlantic, com una "fantasia paranoica", sense importar si hi ha crítiques legítimes sobre el trànsit de bots i la integritat d'internet. Dani Di Placido, de Forbes, va afirmar que "els humans encara proporcionen la majoria del contingut i la conversa a Twitter, Reddit, Facebook i TikTok", però que "sembla que la teoria de la conspiració podria apropar-se de manera depriment a la realitat".

## Orígens i desenvolupament
Tot i que els orígens exactes de la teoria són difícils d'identificar, el més probable és que la teoria de l'internet mort va sorgir del 4chan com a concepte teòric a finals de la dècada del 2010 o principis de la del 2020. El 2021, es va publicar un fil titulat "Dead Internet Theory: Most Of The Internet Is Fake" ("Teoria de l'internet mort: la majoria d'internet és fals") al fòrum Agora Road's Macintosh Cafe, marcant la difusió del terme més enllà d'aquests taulers d'imatges inicials.
Es va inspirar en preocupacions sobre la creixent complexitat d'internet, la dependència d'una fràgil infraestructura, les potencials vulnerabilitats dels atacs informàtics i, la cosa més important, l'augment exponencial de les capacitats i l'ús de la intel·ligència artificial.

## Afirmacions i proves

### Model de llenguatge extens
Els transformadors generatius pre-entrenats (GPT) són una mena de model de llenguatge extens (LLM) que fan servir xarxes neuronals artificials per produir contingut similar al d'un ésser humà. El primer d'aquests models va ser desenvolupat per l'empresa OpenAI. Aquests models han generat una gran polèmica. Per exemple, Timothy Shoup, de l'Institut d'Estudis del Futur de Copenhaguen, va afirmar que "si es 'deixa anar' el GPT-3, internet serà completament irreconeixible". Va predir que en aquest escenari, entre el 99% i el 99,9% del contingut en línia podria ser generat per la intel·ligència artificial entre el 2025 i el 2030. Aquestes prediccions s'han fet servir com a prova de la teoria de l'internet mort.

### ChatGPT
El ChatGPT és un bot de xat d'intel·ligència artificial, el llançament del qual el 2022 va portar els periodistes a descriure la teoria de l'internet mort com potencialment més realista que abans. Abans d'això, la teoria de l'internet mort posava l'accent principalment en organitzacions governamentals, corporacions i persones amb coneixements tecnològics, però el ChatGPT va posar el poder de la IA en mans de qualsevol usuari d'internet. La tecnologia va provocar la preocupació que internet s'ompliria de contingut creat mitjançant l'ús de la IA que ofegaria el contingut humà orgànic.

### Informe de trànsit de bots d'Imperva del 2016
L'any 2016, l'empresa de seguretat Imperva va publicar un report sobre el trànsit de bots i va comprovar que els robots eren responsables del 52% del trànsit web a internet, sent aquesta la primera vegada que superava el trànsit humà. Aquest report s'ha fet servir com a més evidència sobre la teoria de l'internet mort.

### Amazon
Alguns usuaris han assenyalat a les xarxes socials que les descripcions dels productes d'Amazon sovint semblen creades per l'IA, també incloses aquestes en els debats sobre la teoria.

### Twitter
La teoria ha esdevingut ben popular entre els usuaris de la xarxa social Twitter, ja que s'estan creant molts comptes de robots fent servir l'IA per aprofitar la funció del servei on els usuaris de pagament poden obtenir monetització a partir d'interaccions, donant lloc a una gran quantitat d'activitats de robots. Una altra citació de la teoria va guanyar força després que un tuit d'un vídeo que mostrava el so de la llengua kazakh que en realitat no tenia àudio havia guanyat moltes interaccions, fet que va portar a la gent a interpretar-lo com a activitat dels robot.
El percentatge dels comptes d'usuari gestionats per robots es va convertir en un problema important durant l'adquisició de Twitter per part d'Elon Musk. Elon Musk va encarregar a l'empresa Cybra que calculés quin percentatge de comptes de Twitter eren robots, amb un estudi estimant un 13,7% i el segon un 11%. Aquests comptes dels robots s'acrediten com a responsables d'una quantitat desproporcionada del contingut generat. Aquest incident ha estat assenyalat pels creients en la teoria de l'internet mort com a prova.

### YouTube
A la plataforma de vídeos YouTube, existeix un mercat de visualitzacions falses per augmentar la credibilitat d'un vídeo i arribar a més gent. Les visualitzacions falses van acabar sent tan freqüents que alguns enginyers estaven preocupats que l'algoritme del YouTube, en intentar eliminar les visualitzacions falses, comencés a tractar les falses com a predeterminades i les reals com a falses. Els enginyers de YouTube van crear el terme "la inversió" per descriure el fenomen. Els robots del YouTube i la por a "la inversió" es van citar també com a suport de la teoria.